# Première Ligue de Soccer du Québec 2016
La Première Ligue de Soccer du Québec 2016 è stata la quinta edizione della Première Ligue de Soccer du Québec. La stagione è iniziata il 7 maggio 2016 ed è terminata il 23 ottobre 2016. Partecipano le stesse squadre dell'edizione precedente, il L'Assomption-Lanaudière ha semplificato il proprio nome in Lanaudière.

## Formula
Il campionato è composto da 7 squadre, ognuna delle quali incontra le altre tre volte. La squadra che ottiene più punti al termine della stagione regolare viene dichiarata campione. Non esiste un meccanismo di promozioni e retrocessioni con altri campionati. Al termine del campionato viene disputata anche una coppa di lega.
La squadra vincitrice del campionato gioca la Coppa Interprovinciale contro la vincitrice della League1 Ontario 2016.

## Partecipanti
| Squadra              | Città      | Regione     | Stadio                   |
| -------------------- | ---------- | ----------- | ------------------------ |
| Blainville           | Blainville | Laurentides | Stade du Parc Blainville |
| Gatineau             | Gatineau   | Outaouais   | Mont-Bleu                |
| Lakeshore SC         | Kirkland   | Montréal    | John Abbott College      |
| Lanaudière           | Terrebonne | Lanaudière  | Stade André-Courcelles   |
| Longueuil            | Longueuil  | Montérégie  | Centre Multi Sport 1     |
| Mont-Royal Outremont | Mont-Royal | Montréal    | Rec de Mont-Royal        |
| Ottawa Fury Academy  | Ottawa     | -           | Algonquin College        |

## Classifica
Aggiornato al 23 ottobre 2016.
|  | Pos. | Squadra              | Pt | G  | V  | N | P  | GF | GS | DR  |
|  | ---- | -------------------- | -- | -- | -- | - | -- | -- | -- | --- |
|  | 1.   | Mont-Royal Outremont | 44 | 18 | 14 | 2 | 2  | 52 | 18 | +34 |
|  | 2.   | Blainville           | 37 | 18 | 11 | 4 | 3  | 45 | 18 | +27 |
|  | 3.   | Lakeshore SC         | 27 | 18 | 7  | 6 | 5  | 25 | 21 | +4  |
|  | 4.   | Gatineau             | 22 | 18 | 6  | 4 | 8  | 18 | 30 | -12 |
|  | 5.   | Longueuil            | 17 | 18 | 4  | 5 | 9  | 27 | 41 | -14 |
|  | 6.   | Lanaudière           | 15 | 18 | 4  | 3 | 11 | 22 | 43 | -21 |
|  | 7.   | Ottawa Fury Academy  | 14 | 18 | 4  | 2 | 12 | 20 | 38 | -18 |

## Coppa di Lega
Il Lakeshore è ammesso direttamente alle semifinali in quanto vincitore dell'edizione 2015. La finale di coppa si è giocata il 29 ottobre 2016. 
|  | Primo turno          | Primo turno | Primo turno |  |            | Semifinali           | Semifinali | Semifinali |  |          | Finale     | Finale |
|  |                      |             |             |  |            |                      |            |            |  |          |            |        |
|  |                      |             |             |  |            | Lakeshore            | 1          | 1          |  |          |            |        |
|  |                      |             |             |  |            | Lakeshore            | 1          | 1          |  |          |            |        |
|  |                      |             |             |  |            | Gatineau             | 2          | 2          |  |          |            |        |
|  | Ottawa Fury Academy  | 2           | 0           |  |            | Gatineau             | 2          | 2          |  |          |            |        |
|  | Ottawa Fury Academy  | 2           | 0           |  |            |                      |            |            |  |          |            |        |
|  | Gatineau             | 2           | 3           |  |            |                      |            |            |  |          |            |        |
|  | Gatineau             | 2           | 3           |  |            |                      |            |            |  | Gatineau | 0          |        |
|  |                      |             |             |  |            |                      |            |            |  | Gatineau | 0          |        |
|  |                      |             |             |  |            |                      |            |            |  |          | Blainville | 4      |
|  | Longueuil            | 0           | 0           |  |            |                      |            |            |  |          | Blainville | 4      |
|  | Longueuil            | 0           | 0           |  |            |                      |            |            |  |          |            |        |
|  | Blainville           | 4           | 1           |  |            |                      |            |            |  |          |            |        |
|  | Blainville           | 4           | 1           |  | Blainville | 3                    | 2          |            |  |          |            |        |
|  |                      |             |             |  | Blainville | 3                    | 2          |            |  |          |            |        |
|  |                      |             |             |  |            | Mont-Royal Outremont | 2          | 1          |  |          |            |        |
|  | Lanaudière           | 3           | 1           |  |            | Mont-Royal Outremont | 2          | 1          |  |          |            |        |
|  | Lanaudière           | 3           | 1           |  |            |                      |            |            |  |          |            |        |
|  | Mont-Royal Outremont | 4           | 3           |  |            |                      |            |            |  |          |            |        |
|  | Mont-Royal Outremont | 4           | 3           |  |            |                      |            |            |  |          |            |        |

## Statistiche

### Squadre

#### Primati stagionali
Aggiornati al 23 ottobre 2016.
Squadre
- Maggior numero di vittorie: Mont-Royal Outremont (14)
- Maggior numero di pareggi: Lakeshore (6)
- Maggior numero di sconfitte: Ottawa Fury Academy (12)
- Minor numero di vittorie: Longueil, Lanaudière, Ottawa Fury Academy (4)
- Minor numero di pareggi: Mont-Royal Outremont, Ottawa Fury

Academy (2)
- Minor numero di sconfitte: Mont-Royal Outremont (2)
- Miglior attacco: Mont-Royal Outremont (52 gol fatti)
- Peggior attacco: Ottawa Fury Academy (20 gol fatti)
- Miglior difesa: Mont-Royal Outremont,

Blainville (18 gol subiti)
- Peggior difesa: Lanaudière (43 gol subiti)
- Miglior differenza reti: Mont-Royal Outremont (+34)
- Peggior differenza reti: Lanaudière (-21)

Partite
- Partita con più gol: Lanaudière-Longueuil 2-7 (9)

### Individuali

#### Classifica marcatori
| Gol | Rigori |  | Giocatore             | Squadra                 |
| --- | ------ |  | --------------------- | ----------------------- |
| 21  |        |  | Frederico Moojen      | Mont-Royal Outremont    |
| 21  |        |  | Pierre-Rudolph Mayard | L'Assomption-Lanaudière |
| 10  |        |  | Dex Kaniki            | Lakeshore SC            |
| 9   |        |  | Sean Rosa             | Mont-Royal Outremont    |
| 7   |        |  | Maxime Oliveri        | Mont-Royal Outremont    |
| 7   |        |  | Mitchell Syla         | Lanaudière-Nord         |